# Ohrenbach (Künzelsau)
Ohrenbach ist ein Weiler in der Gemarkung des Stadtteils Steinbach von Künzelsau, der Kreisstadt des Hohenlohekreises im nordöstlichen Baden-Württemberg.

## Geographie

### Lage
Ohrenbach liegt nordöstlich des Kocher- und südwestlich des Jagsttals auf der Hohenloher Ebene in der oberen flachen Talmulde des Deubach-Zulaufes Ohrenbach, der intermittierend am östlichen und südlichen Ortsrand vorbeifließt und dem längs der Westseite ein ebenso magerer Zufluss zustrebt. Die Ortschaft ist nach drei Seiten von offener Landschaft umgeben, in der die Äcker dominieren, nur im Süden liegt jenseits des Bachlaufs im Abstand von etwa einem halben Kilometer das in zwei Waldinseln getrennte, etwa 14 ha große Pfaffenholz.

### Nachbarorte
Der Weiler ist etwa anderthalb Kilometer entfernt von der nördlichen Stadtgrenze Künzelaus. In Entfernungen von ein bis zwei Kilometern liegen die Künzelsauer Ortschaften Steinbach im Nordwesten, Büttelbronn im Nordosten, Berndhausen im Osten und Amrichshausen im Süden.

## Geschichte
Ohrenbachs erste urkundliche Erwähnung erfolgte am 22. Juli 1252, als Konrad von Krautheim dem Kloster Gnadental Güter in Steinbach und Ohrenbach schenkte. Der Name von Ohrenbach und des gleichnamigen Gewässers leitet sich wahrscheinlich von Ahornbäumen ab, die an dem Bach wuchsen.
Zunächst zur Herrschaft der Herren von Krautheim gehörend, fiel Ohrenbach vermutlich noch vor Ende des 13. Jahrhunderts durch Erbschaft an Hohenlohe. Die Herren von Stetten beanspruchten allerdings eigenständige Vogteirechte für ihre Güter in Ohrenbach, und das Hochstift Würzburg übte durch sein Amt Jagstberg die Hohe Gerichtsbarkeit aus. Kirchlich war Ohrenbach zunächst der Pfarrei Amrichshausen zugeordnet, die auch den Zehnt erhielt, mit der Reformation dann der lutherischen Pfarrei Belsenberg. Um 1790 bestand der Ort aus 13 Häusern, in denen etwa 100 Einwohner lebten.
Die bisherigen Verhältnisse änderten sich zwischen 1802 und 1806 durch die Säkularisation und Mediatisierung grundlegend. Das zuletzt der Herrschaft Hohenlohe-Öhringen zugeordnete Ohrenbach fiel an das Königreich Württemberg und wurde dem Oberamt Künzelsau (ab 1934 Kreis) zugeordnet, aus dem 1938 der bis 1972 bestehende Landkreis Künzelsau entstand.
Am 1. Januar 1972 wurde Ohrenbach als Teil der Gemeinde Steinbach in die Kreisstadt Künzelsau eingegliedert.

## Kultur
Jährlich findet im Juli das Ohrenbacher Glockenfest statt. Das ursprünglich zur Finanzierung eines Glockenturms geschaffene Fest erlebte 2024 seine 35. Auflage und zieht inzwischen Tausende Besucher an.

## Wirtschaft und Infrastruktur

### Wirtschaft
Über Jahrhunderte prägte Ackerbau und Viehzucht das Leben im Ohrenbach. Auch zu Anfang des 21. Jahrhunderts ist die Siedlung noch landwirtschaftlich geprägt.

### Verkehr
Von Süden aus Amrichshausen kommend zieht die K 2302 durch den Weiler in Richtung Ingelfingen-Hermuthausen im Nordnordwesten. Quer dazu kommt aus Berndhausen eine niederrangigere Straße, die durch Ohrenbach und weiter nach Garnberg führt.